# ロナートパーク (カリフォルニア州)
ロナートパーク（Rohnert Park）は、アメリカ合衆国カリフォルニア州のソノマ郡にある都市。人口は4万4390人（2020年）。サンタローザの南に位置している。

## 概要
1956年、計画都市として建設が始まった。1962年に都市は概ね完成したため法人化して「ロナートパーク市」が誕生した。その後も人口は緩やかに増加を続けている。

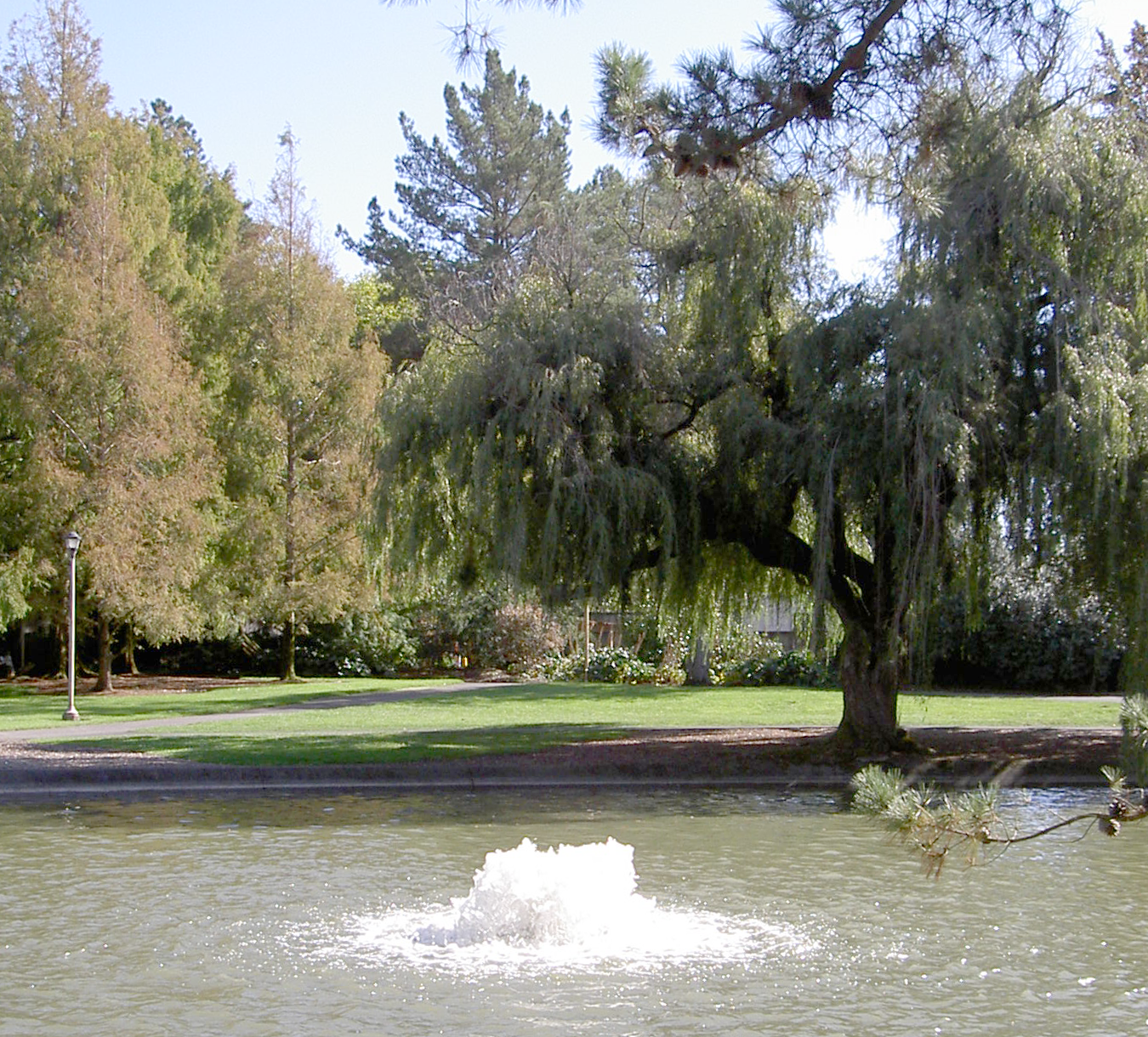
SSUの池

ソノマ州立大学が立地する学園都市だが、SSUのキャンパスは全域が国勢調査指定地域（CDP）となっており厳密には市域外である。

## 国際交流
- 和歌山県橋本市の姉妹都市である。